# Benedetto di Savoia
Benedetto Maria Maurizio di Savoia (Reggia di Venaria Reale, 21 giugno 1741 – Roma, 4 gennaio 1808) fu un principe di Savoia e duca del Chiablese fino alla morte, noto anche per la sua carriera militare durante le guerre rivoluzionarie francesi. Nel 1795 prese parte alla battaglia di Loano nel tentativo di fermare l'avanzata della Francia rivoluzionaria.

## Biografia
Figlio di Carlo Emanuele III e di Elisabetta Teresa di Lorena, divenne duca del Chiablese, titolo tradizionalmente concesso ai cadetti di Casa Savoia. Sua madre morì nel darlo alla luce.
In seguito alla morte del fratello maggiore, restò l'unico nipote dell'imperatore Francesco Stefano di Lorena. Questi ebbe sempre un particolare affetto nei suoi confronti e avrebbe voluto fargli sposare sua figlia, Maria Cristina, costituendogli come dote uno stato indipendente. Prima si pensò all'arciducato del Tirolo o a quello di Stiria; poi i due sovrani (Francesco I di Lorena e Carlo Emanuele III di Savoia) si accordarono per un ducato nella Lunigiana, da creare unendo diversi feudi imperiali. 
Nel frattempo il re di Sardegna volle costituire in Piemonte un cospicuo patrimonio al figlio. Carlo Emanuele, infatti, con lettere patenti datate 8 febbraio 1763 il padre gli concesse un vastissimo appannaggio costituito da svariate città (tutte concessegli col titolo principesco) e da diversi feudi in precedenza retrocessi al Demanio. In virtù di tali patenti il duca del Chiablese ebbe i titoli di principe di Dronero, principe di Bra, principe di Crescentino, principe di Busca, principe di Bene, principe di Trino, marchese di Centallo, marchese di Demonte, marchese di Santhià, marchese di Desana, marchese di Tarantasca, marchese di Ghemme, marchese di Borgomanero con Cureggio, conte di Pollenzo, conte di Roccabruna, conte di Tricerro e conte delle Apertole (vasta tenuta campestre sita presso Livorno Ferraris, oggi nota come Castell'Apertole).
Nel 1765 il duca del Chiablese si recò a Innsbruck, in occasione del matrimonio di Leopoldo d'Asburgo-Lorena (futuro granduca di Toscana e poi imperatore Leopoldo II) con Maria Luisa di Borbone Spagna, per discutere con l'imperatore gli accordi per le nozze. Tuttavia, Francesco I morì improvvisamente e il duca del Chiablese fece ritorno a Torino.
Maria Teresa, fortemente avversa a Carlo Emanuele III, non era intenzionata a dar seguito al progetto del marito. Essa, quindi, prima concesse alla figlia Maria Cristina di poter sposare Alberto di Sassonia-Teschen, che amava, e poi propose al duca del Chiablese un'altra sua figlia, la quale era però gravemente inferma. A Torino capirono l'antifona e i progetti di matrimonio furono interrotti.

Nel 1761 l'abate francese Jérôme Richard, di passaggio a Torino, lo aveva conosciuto, ventenne, come un giovane dalla «...phisionomie douce et modeste». Dopo l'incontro aveva commentato: 
(Abbé Jérôme Richard, Description historique et critique de l'Italie ou nouveau mémoires sur l'état actuel de son Gouvernement, des sciences, des arts, du commerce, de la population et de l'histoire naturelle, Paris 1770 (2ª ed.), vol. 2, pp. 80–81.)
Il destino diede sostanzialmente ragione all'abate Richard.
Il duca del Chiablese sposò a Torino il 19 marzo 1775 la principessa Maria Anna di Savoia, figlia del fratellastro Vittorio Amedeo III. Il matrimonio, forse anche a causa di una così stretta consanguineità, non portò figli.
Il duca si dedicò, comunque, alla gestione del suo vasto patrimonio: emanò, per esempio, i Bandi campestri per la città di Crescentino e per il contado delle Apertole interinati dal Reale Senato di Torino lì 22 luglio 1786, compilati per ordine di Benedetto Maurizio di Savoia, duca di Chiablese, principe della città di Crescentino. A lui si devono i nomi di Palazzo Chiablese di Torino e di Palazzo Chiablese di Castell'Apertole: solo il secondo venne da lui edificato, mentre il primo era una residenza sabauda risalente al XVI secolo.

## Ascendenza
|                                        |                   |                                           | Genitori                       |  |  | Nonni |  |  | Bisnonni                    |  |  | Trisnonni                   |  |
|                                        |                   |                                           |                                |  |  |       |  |  | Carlo Emanuele II di Savoia |  |  | Vittorio Amedeo I di Savoia |  |
|                                        |                   |                                           |                                |  |  |       |  |  | Carlo Emanuele II di Savoia |  |  | Vittorio Amedeo I di Savoia |  |
|                                        |                   | Maria Cristina di Borbone-Francia         |                                |  |  |       |  |  | Carlo Emanuele II di Savoia |  |  |                             |  |
| Vittorio Amedeo II di Savoia           |                   |                                           |                                |  |  |       |  |  | Carlo Emanuele II di Savoia |  |  |                             |  |
|                                        |                   | Maria Giovanna Battista di Savoia-Nemours | Carlo Amedeo di Savoia-Nemours |  |  |       |  |  |                             |  |  |                             |  |
|                                        |                   | Maria Giovanna Battista di Savoia-Nemours | Carlo Amedeo di Savoia-Nemours |  |  |       |  |  |                             |  |  |                             |  |
|                                        |                   | Maria Giovanna Battista di Savoia-Nemours | Elisabetta di Borbone-Vendôme  |  |  |       |  |  |                             |  |  |                             |  |
| Carlo Emanuele III di Savoia           |                   | Maria Giovanna Battista di Savoia-Nemours |                                |  |  |       |  |  |                             |  |  |                             |  |
|                                        |                   | Filippo I di Borbone-Orléans              | Luigi XIII di Francia          |  |  |       |  |  |                             |  |  |                             |  |
|                                        |                   | Filippo I di Borbone-Orléans              | Luigi XIII di Francia          |  |  |       |  |  |                             |  |  |                             |  |
|                                        |                   | Filippo I di Borbone-Orléans              | Anna d'Austria                 |  |  |       |  |  |                             |  |  |                             |  |
| Anna Maria d'Orléans                   |                   | Filippo I di Borbone-Orléans              |                                |  |  |       |  |  |                             |  |  |                             |  |
|                                        |                   | Enrichetta Anna Stuart                    | Carlo I d'Inghilterra          |  |  |       |  |  |                             |  |  |                             |  |
|                                        |                   | Enrichetta Anna Stuart                    | Carlo I d'Inghilterra          |  |  |       |  |  |                             |  |  |                             |  |
|                                        |                   | Enrichetta Anna Stuart                    | Enrichetta Maria di Francia    |  |  |       |  |  |                             |  |  |                             |  |
| Benedetto di Savoia                    |                   | Enrichetta Anna Stuart                    |                                |  |  |       |  |  |                             |  |  |                             |  |
|                                        | Carlo V di Lorena | Nicola II di Lorena                       |                                |  |  |       |  |  |                             |  |  |                             |  |
|                                        | Carlo V di Lorena | Nicola II di Lorena                       |                                |  |  |       |  |  |                             |  |  |                             |  |
|                                        | Carlo V di Lorena | Claudia Francesca di Lorena               |                                |  |  |       |  |  |                             |  |  |                             |  |
| Leopoldo di Lorena                     | Carlo V di Lorena |                                           |                                |  |  |       |  |  |                             |  |  |                             |  |
|                                        |                   | Eleonora Maria Giuseppina d'Austria       | Ferdinando III d'Asburgo       |  |  |       |  |  |                             |  |  |                             |  |
|                                        |                   | Eleonora Maria Giuseppina d'Austria       | Ferdinando III d'Asburgo       |  |  |       |  |  |                             |  |  |                             |  |
|                                        |                   | Eleonora Maria Giuseppina d'Austria       | Eleonora Gonzaga-Nevers        |  |  |       |  |  |                             |  |  |                             |  |
| Elisabetta Teresa di Lorena            |                   | Eleonora Maria Giuseppina d'Austria       |                                |  |  |       |  |  |                             |  |  |                             |  |
|                                        |                   | Filippo I di Borbone-Orléans              | Luigi XIII di Francia          |  |  |       |  |  |                             |  |  |                             |  |
|                                        |                   | Filippo I di Borbone-Orléans              | Luigi XIII di Francia          |  |  |       |  |  |                             |  |  |                             |  |
|                                        |                   | Filippo I di Borbone-Orléans              | Anna d'Austria                 |  |  |       |  |  |                             |  |  |                             |  |
| Elisabetta Carlotta di Borbone-Orléans |                   | Filippo I di Borbone-Orléans              |                                |  |  |       |  |  |                             |  |  |                             |  |
|                                        |                   | Elisabetta Carlotta di Baviera            | Carlo I Luigi del Palatinato   |  |  |       |  |  |                             |  |  |                             |  |
|                                        |                   | Elisabetta Carlotta di Baviera            | Carlo I Luigi del Palatinato   |  |  |       |  |  |                             |  |  |                             |  |
|                                        |                   | Elisabetta Carlotta di Baviera            | Carlotta d'Assia-Kassel        |  |  |       |  |  |                             |  |  |                             |  |
|                                        |                   | Elisabetta Carlotta di Baviera            |                                |  |  |       |  |  |                             |  |  |                             |  |